# カテゴリー錯誤
カテゴリー錯誤（カテゴリーさくご、category mistake, category error）とは、対象に固有の属性をその属性をどうあっても持つことのできないものに帰すという、意味論的あるいは存在論的な誤りである。
あらゆる（陳述の）誤りは、固有の属性をなんらかの意味で誤って帰属させる（ある事柄をそれが属していないクラスに分類する）ことを含んでいるから、ある意味で、すべての誤りはカテゴリー錯誤であると言える。しかし、哲学でよく用いられる意味でのカテゴリー錯誤は、最も厳密な形態の帰属の誤り、すなわち論理的に不可能なものを是認することであると思われる。例えば、「その本のビジネスは永遠に眠る」という陳述は統語論的に正しいが、無意味な戯言であり、せいぜい何かの比喩と見ることができるに過ぎない。なぜならこの陳述は、「永遠に眠る」という属性を「ビジネス」に誤って帰属させているからであり、「ビジネス」という属性を「本」というトークンに誤って帰属させているからである。
カテゴリー錯誤が生じていることの証明は典型的には次の方法で行われる。すなわち、当該の現象が正しく理解されれば、その現象について行われているある主張がどうあっても正しいはずがない、ということを示すのである。例えば、「ほとんどのアメリカ人は無神論者である」という主張は誤っているが、カテゴリー錯誤ではない。なぜなら、ほとんどのアメリカ人が無神論者でないかどうかは偶然の結果であるにすぎないからである。
カテゴリー錯誤という用語は、ギルバート・ライルが著書『心の概念』（1949年）で導入したもので、デカルト主義的な形而上学によって生まれた心の本質についての混乱であるものを取り除くために用いられた。ライルの主張によれば、心とは霊的な実体から作られた対象であるとみなすのは誤りである。なぜなら、傾向性や能力の集合を指すためには、実体という術語では意味がないからである。ライルのカテゴリー錯誤という概念を用いる哲学者は多いが、どれがカテゴリー錯誤でどれがカテゴリー錯誤でないかという点についてはまちまちで、固定した見解はない。 